# Вильшез, Эрве
Эрве Жан-Пьер Вильшез (фр. Hervé Jean-Pierre Villechaize; 23 апреля 1943 — 4 сентября 1993) — французский актёр, наиболее известный по роли Ник Нака, приспешника Франсиско Скараманги, в фильме бондианы «Человек с золотым пистолетом» (1974).

## Молодость
Пропорциональная карликовость Вильшеза, возможно, была вызвана расстройством эндокринной системы. Отчим, хирург по профессии, несколько раз отправлял его на лечение, но безрезультатно. Позже Эрве настаивал на том, чтобы его называли карликом, а не «маленьким человеком».
Эрве родился в Париже. Его воспитали мать, Эвелин (урожд. Реччионни), англичанка по происхождению, и отчим Андрэ Вильшез, хирург. У Эрве также есть филиппинские корни. Его биологический отец неизвестен. Из-за роста в школе над ним часто издевались, поэтому он решил заняться живописью. После изучения искусства в Beaux-Arts college, Вильшез в 1964 году уезжает в США. Он поселился в Богемии, Нью-Йорк, где работал как художник и фотограф. Изучал английский язык с помощью телевизора. Позже он начал выступать в офф-бродвейских постановках, в том числе в The Young Master Dante Вернера Лайполта и пьесах Сэма Шепарда, а также сделал несколько модельных фотосессий для компании National Lampoon.

## Карьера
Его первым фильмом был «Чаппакуа» (1966), вслед за которым последовали ленты «Банда, не умевшая стрелять» (1971) и «Захват» (1974, режиссёрский дебют Оливера Стоуна). В 1971 году должен был сыграть в фильме по фантастическому роману «Дюна», но тогда проект был отменён. Также исполнил эпизодические роли в комедии «Аэроплан II: Продолжение» (1982) и эротической драме Залмана Кинга «Слияние двух лун» (1988).
Его первой крупной ролью стал Ник Нак, помощник наёмного убийцы Франсиско Скараманги в очередной серии бондианы «Человек с золотым пистолетом» (1974). До получения этой работы был настолько беден, что жил в собственном автомобиле и подрабатывал помощником крысолова в южном Лос-Анджелесе. Как признавался его партнёр по фильму Кристофер Ли, «съёмки „Человека с золотым пистолетом“ были самым счастливым моментом в жизни Эрве». Тогда же он стал активным деятелем движения против насилия над детьми.
По-настоящему популярным Вильшез стал благодаря роли Тату в сериале «Остров фантазий», за который он даже получил номинацию на «Золотой глобус». На съёмках актёр постоянно приставал к женщинам и ссорился с продюсерами. В итоге его выгнали из проекта после того, как потребовал себе такую же зарплату, как и у исполнителя главной роли Рикардо Монтальблана. Вскоре после этого популярность шоу упала, и оно было закрыто. Потом его бывший дворецкий в одном из эпизодов документального сериала E! True Hollywood Story рассказал, что Вильшез не получил денег за потерю работы в сериале и каждую ночь пил в баре, где, когда показывали серии из «Острова фантазий», кричал нецензурные слова.
В 1980 году сыграл в культовом фильме «Запретная зона». Он также спародировал Тату, своего персонажа из «Острова фантазий», в ситкоме «Различные ходы».
В последний раз он появился на экране в роли самого себя в Шоу Бена Стиллера.

## Личная жизнь и смерть
Был женат на актрисе Камилле Хэйген.
Проблемы со здоровьем привели к проблемам и в карьере. Вильшез начал злоупотреблять алкоголем и последние годы жизни страдал от клинической депрессии. В 1985 году был приговорён к году условно и штрафу на $ 425 за незаконное ношение заряженного оружия. За год до смерти он чуть не умер от пневмонии. Утром 4 сентября 1993 года Вильшез совершил попытку самоубийства, выстрелив в себя из пистолета. Его нашла подруга Кэти Селф, которая отправила его в медицинский центр в Северный Голливуд, Калифорния. В тот же день он скончался от полученных травм. Вильшез оставил предсмертную записку, в которой было написано, что он был подавлен давними проблемами со здоровьем. Его кремировали, а прах развеяли в Лос-Анджелесе.
На тот момент, когда он покончил с собой, Cartoon Network вело с ним переговоры насчёт одной из ролей в мультсериале «Космический призрак». Ему был посвящён один из выпусков.

## В искусстве
В 2018 году вышел фильм «Мой ужин с Эрве», где роль Вильшеза сыграл Питер Динклэйдж.